# Yurisleidys Lupeteyová
Yurisleidys (Yurisleidis) Lupetey-Cobas, (* 6. května 1981 Moa, Kuba) je bývalá reprezentantka Kuby v judu. Je majitelkou bronzové olympijské medaile.

## Sportovní kariéra
S judem začala v dětství v rodném městě. V 15 letech se dostala do Havany na školu sportovních naději (ESPA).
Sportovní kariéru začala v lehké váze, které vládla její krajanka Driulis Gonzálezová. Gonzálezová si však po olympijských hrách v Sydney vzala mateřskou pauzu a v roce 2001 tak poprvé startovala na velké akci. Svojí šanci využila na sto procent ziskem titulu mistryně světa. Stabilní formu si udržela až do olympijských her v Athénách v roce 2004, kde brala bronzovou olympijskou medaili.
Po olympijských hrách v Athénách jí však začala pronásledovat série zranění. S koleny si užila svoje, v roce 2005 na mistrovství světa v Káhiře si v semifinále vykloubila loket. V roce 2008 se kvalifikovala na olympijské hry v Pekingu, ale výsledkově propadla. V dalších letech sice dosahovala kvalitních výsledků, ale na velkou medaili již nedosáhla. Sportovní kariéru ukončila po nezdaru na olympijských hrách v Londýně.

## Výsledky
| Turnaj                  | 1998       | 1999       | 2000       | 2001       | 2002       | 2003       | 2004       | 2005       | 2006       | 2007       | 2008       | 2009       | 2010       | 2011       | 2012       |
| Turnaj                  | 17         | 18         | 19         | 20         | 21         | 22         | 23         | 24         | 25         | 26         | 27         | 28         | 29         | 30         | 31         |
| Turnaj                  | lehká váha | lehká váha | lehká váha | lehká váha | lehká váha | lehká váha | lehká váha | lehká váha | lehká váha | lehká váha | lehká váha | lehká váha | lehká váha | lehká váha | lehká váha |
| ----------------------- | ---------- | ---------- | ---------- | ---------- | ---------- | ---------- | ---------- | ---------- | ---------- | ---------- | ---------- | ---------- | ---------- | ---------- | ---------- |
| Olympijské hry          |            |            | —          |            |            |            | 3.         |            |            |            | úč.        |            |            |            | úč.        |
| Mistrovství světa       |            | —          |            | 1.         |            | 3.         |            | 5.         |            | úč.        |            | úč.        | 5.         | úč.        |            |
| Panamerické hry         |            | —          |            |            |            | 1.         |            |            |            | —          |            |            |            | 1.         |            |
| Panamerické mistrovství | —          | —          | —          | 1.         | 1.         | —          | 2.         | —          | 1.         | —          | 3.         | 1.         | 1.         | 1.         | 3.         |
| MS juniorů              | 3.         |            | 1.         |            |            |            |            |            |            |            |            |            |            |            |            |